# Kozarovîci, Vîșhorod
Kozarovîci (în ucraineană Козаровичі) este o comună în raionul Vîșhorod, regiunea Kiev, Ucraina, formată numai din satul de reședință.

## Demografie
Componența lingvistică a comunei Kozarovîci
     Ucraineană (97,12%)
     Rusă (2,61%)
     Alte limbi (0,22%)
Conform recensământului din 2001, majoritatea populației comunei Kozarovîci era vorbitoare de ucraineană (97,12%), existând în minoritate și vorbitori de rusă (2,61%).